# Centavo

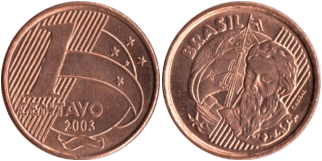
Moneta da 1 Centavo brasiliano

Centavo una parola spagnola e portoghese, derivata dal latino centum, che significa "cento", e il suffisso -avo, "porzione" o "frazione". Centavo significa quindi "un centesimo".
Il termine è usato per indicare la frazione di molte valute tra cui:

## In corso
- Peso argentino
- Boliviano
- Real brasiliano
- Escudo capoverdiano
- Peso cileno
- Peso colombiano
- Peso cubano
- Peso dominicano
- Centavo est timorense
- Centavo ecuadoriano
- Quetzal guatemalteco
- Lempira honduregna
- Peso messicano
- Metical mozambicano
- Córdoba nicaraguense
- Peso filippino (il termine è usato in inglese mentre sentimo (céntimo) è usato Filippino.)

## Obsolete
- Colón costaricano (solo tra il 1917 ed il 1920. Come céntimo negli altri periodi.)
- Sucre ecuadoriano (un nuovo centavo circola dopo il passaggio del paese dal sucre al dollaro statunitense nel 2000)
- Colón salvadoregno
- Peso della Guinea Bissau
- Escudo mozambicano
- Escudo portoghese (prima dell'introduzione dell'euro)
- Escudo della Guinea portoghese
- Escudo dell'India portoghese
- Escudo di São Tomé e Príncipe
- Venezuelano venezuelano
- Cruzeiro brasiliano (solo tra il 1942 e il 1964)
- Cruzeiro nuovo brasiliano
- Cruzado brasiliano
- Cruzado nuovo brasiliano
- Terzo cruzeiro brasiliano
- Cruzeiro real brasiliano
- Peso venezuelano